# Christian Lonk
Christian Lonk ist ein deutscher Filmeditor.
Christian Lonk machte eine Ausbildung als Ton- und Bildtechniker bei ARRI. Seine Arbeit als Editor begann Ende der 1990er Jahre. Für den Film Alaska.de wurde er 2001 mit dem Deutschen Filmpreis (Bester Schnitt) ausgezeichnet.

## Filmographie (Auswahl)
- 2000: Alaska.de
- 2001: Legion of the Dead
- 2003: Hierankl
- 2004: Mörderische Suche
- 2005: Shooting Dogs
- 2005: Mouth to Mouth
- 2005: Durch diese Nacht sehe ich keinen einzigen Stern
- 2006: Open Water 2
- 2010: Unter anderen Umständen – Tod im Kloster
- 2012: Jäger des Augenblicks – Ein Abenteuer am Mount Roraima
- 2016: Eine unerhörte Frau
- 2017: Der Tod und das Mädchen – Van Leeuwens dritter Fall
- 2018: Gefangen – Der Fall K. (Fernsehfilm)
- 2020: Der Zürich-Krimi: Borchert und die tödliche Falle
- 2020: Barbaren (Fernsehserie)
- 2021: Geliefert
- 2021: Der Zürich-Krimi: Borchert und der verlorene Sohn
- 2022: Spreewaldkrimi: Tote trauern nicht
- 2023: Spreewaldkrimi: Bis der Tod euch scheidet (Fernsehreihe)
- 2024: Un/Dressed